# بنو مطر (یمن)
 بنو مطر  به عربی ( بَنو مَطر )، روستایی است در دهستان بَنی مطر از توابع استان استان صَنعاء در کشور یمن در شبه جزیره عربستان.

## جمعیت
جمعیت آن (۱۲۰) نفر (۱۱ خانوار) می‌باشد.